# Misura regolare
In matematica, una misura regolare su uno spazio topologico è una misura tale per cui ogni insieme misurabile può essere approssimato con un insieme misurabile aperto e con un insieme misurabile compatto.

## Definizione
Sia {\displaystyle (X,T)} uno spazio topologico e {\displaystyle \Sigma } una sigma-algebra su {\displaystyle X}. Detta {\displaystyle \mu } una misura su {\displaystyle (X,\Sigma )}, un insieme misurabile {\displaystyle A\subset X} è internamente regolare se:
{\displaystyle \mu (A)=\sup\{\mu (F)|F\subseteq A\}}
con {\displaystyle F} compatto e misurabile, ed è esternamente regolare se:
{\displaystyle \mu (A)=\inf\{\mu (G)|G\supseteq A\}}
con {\displaystyle G} aperto e misurabile.
- Una misura è detta misura internamente regolare se ogni insieme misurabile è internamente regolare. Alcuni autori definiscono una misura internamente regolare se ogni insieme aperto misurabile è internamente regolare.
- Una misura è detta misura esternamente regolare se ogni insieme misurabile è esternamente regolare.

Una misura è una misura regolare se è esternamente regolare e internamente regolare.

## Esempi
- La misura di Lebesgue sulla retta reale è regolare.
- Ogni misura di probabilità di Borel su qualsiasi spazio di Hausdorff localmente compatto con una base di insiemi numerabile per la sua topologia, o su uno spazio metrico compatto, o su uno spazio di Radon, è regolare.